# یوکو کامیو
یوکو کامیو (انگلیسی: Yoko Kamio؛ زادهٔ ۲۹ ژوئن ۱۹۶۶) مانگاکا اهل ژاپن است.